# Olympische Sommerspiele 2012/Boxen – Halbschwergewicht (Männer)
Der Boxwettbewerb im Halbschwergewicht der Männer (bis 81 kg) bei den Olympischen Spielen 2012 in London wurde vom 30. Juli bis zum 12. August 2012 im Exhibition Centre London ausgetragen. 26 Boxer nahmen teil.
Der Wettbewerb wurde im K.-o.-System ausgetragen. Begonnen wurde mit der 1. Runde, die 32 Startplätze umfasste. Da sich nur 26 Boxer qualifizierten, wurden sechs Athleten Freilose zugelost. Die Gewinner kamen ins Achtelfinale, Viertelfinale und Halbfinale. Die Gewinner der Halbfinals kämpften um die Goldmedaille, beide Verlierer erhielten die Bronzemedaille.

## Titelträger
| Olympiasieger | Zhang Xiaoping      | Peking 2008 |
| Weltmeister   | Julio César La Cruz | Baku 2011   |

## 1. Runde
30. Juli 2012
| Boxer 1              | Ergebnis | Boxer 2                 |
| -------------------- | -------- | ----------------------- |
| Julio César La Cruz  | Freilos  |                         |
| Ihab Al-Matbouli     | 19 - 7   | Lukman Lawal            |
| Sumit Sangwan        | 14 - 15  | Yamaguchi F. Florentino |
| Ahmed Barki          | 8 - 17   | Meng Fanlong            |
| Elshod Rasulov       | Freilos  |                         |
| Yahia El-Mekachari   | 16 - 8   | Dschahon Qurbonow       |
| Damien Hooper        | 13 - 11  | Marcus Browne           |
| Jegor Mechonzew      | Freilos  |                         |
| Ädilbek Nijasymbetow | Freilos  |                         |
| Carlos Góngora       | 9 - 8    | Vatan Huseynli          |
| Jeysson Monroy       | 10 - 12  | Ehsan Rouzbahani        |
| Bahram Muzaffer      | Freilos  |                         |
| Oleksandr Hwosdyk    | 18 - 10  | Michail Dauhaljawez     |
| Boško Drašković      | 11 - 16  | Osmar Bravo             |
| Christian Donfack    | 6 - 15   | Enrico Kölling          |
| Abdelhafid Benchabla | Freilos  |                         |

Das Ergebnis des Kampfes zwischen dem Inder Sangwan und dem Brasilianer Florentino, Bruder des Silbermedaillengewinners im Mittelgewicht Esquiva F. Florentino, führte zu Kontroversen. Das indische Team fühlte sich benachteiligt, der Sportminister Ajay Maken legte offiziellen Protest ein, der allerdings erfolglos blieb.

## Achtelfinale
4. August 2012
| Boxer 1                 | Ergebnis                               | Boxer 2              |
| ----------------------- | -------------------------------------- | -------------------- |
| Julio César La Cruz     | 25 - 8                                 | Ihab Al-Matbouli     |
| Yamaguchi F. Florentino | 17 - 17 Entscheidung durch Hilfspunkte | Meng Fanlong         |
| Elshod Rasulov          | 13 - 6                                 | Yahia El-Mekachari   |
| Damien Hooper           | 11 - 19                                | Jegor Mechonzew      |
| Ädilbek Nijasymbetow    | 13 - 5                                 | Carlos Góngora       |
| Ehsan Rouzbahani        | 18 - 12                                | Bahram Muzaffer      |
| Oleksandr Hwosdyk       | 18 - 6                                 | Osmar Bravo          |
| Enrico Kölling          | 9 - 12                                 | Abdelhafid Benchabla |

## Viertelfinale

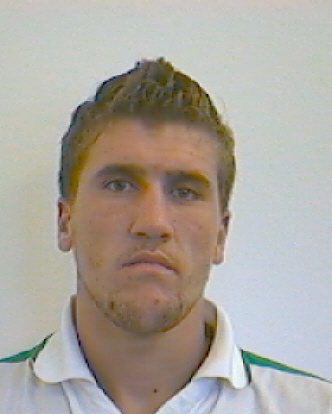
Abdelhafid Benchabla (ALG)

8. August 2012
| Boxer 1              | Ergebnis | Boxer 2                 |
| -------------------- | -------- | ----------------------- |
| Julio César La Cruz  | 15 - 18  | Yamaguchi F. Florentino |
| Elshod Rasulov       | 15 - 19  | Jegor Mechonzew         |
| Ädilbek Nijasymbetow | 13 - 10  | Ehsan Rouzbahani        |
| Oleksandr Hwosdyk    | 19 - 17  | }                       |

## Halbfinale

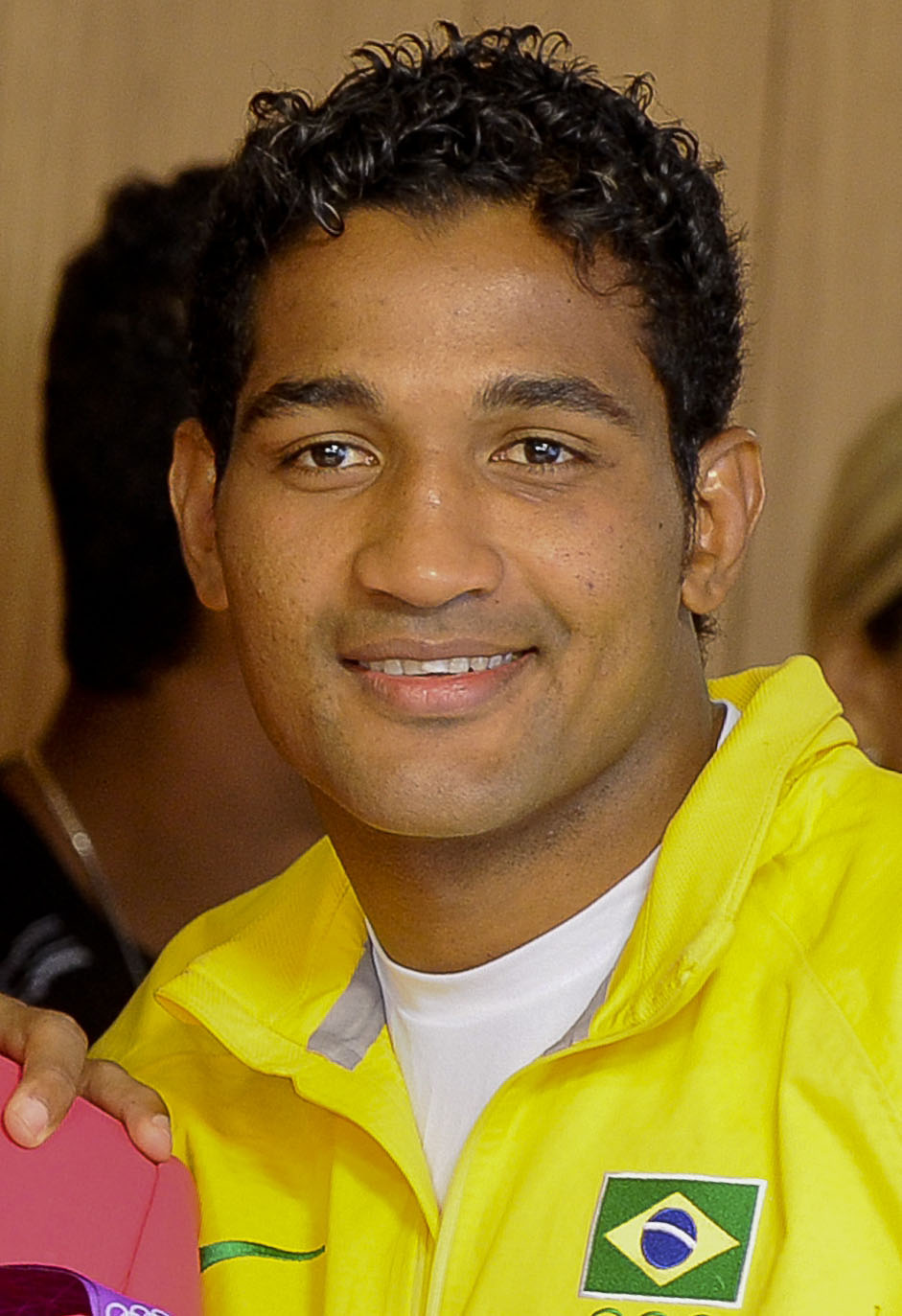
Yamaguchi Florentino (BRA) gewinnt die Bronzemedaille

10. August 2012
| Boxer 1                 | Ergebnis                               | Boxer 2           |
| ----------------------- | -------------------------------------- | ----------------- |
| Yamaguchi F. Florentino | 11 - 23                                | Jegor Mechonzew   |
| Ädilbek Nijasymbetow    | 13 - 13 Entscheidung durch Hilfspunkte | Oleksandr Hwosdyk |

## Finale

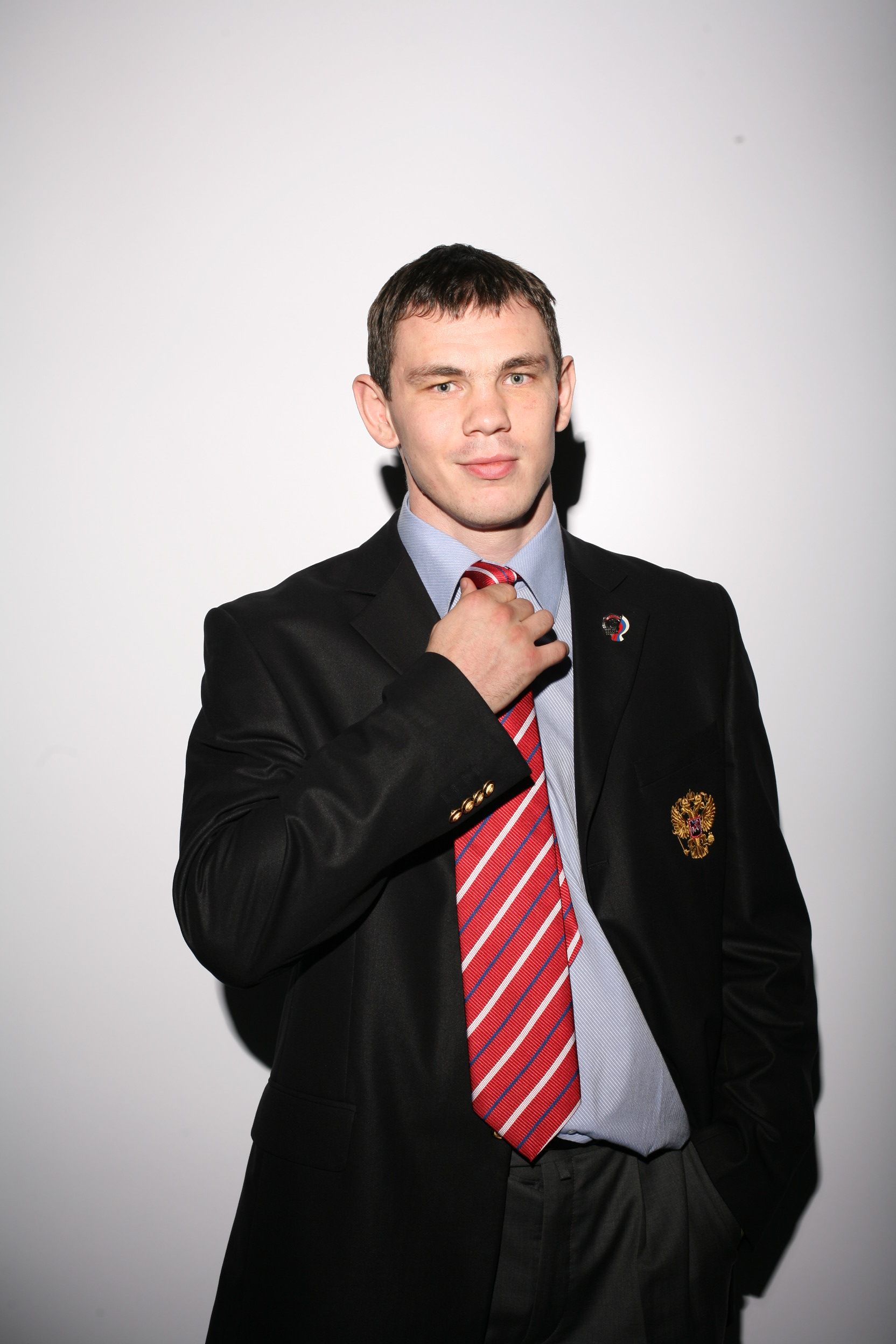
Olympiasieger Jegor Mechonzew (RUS)

12. August 2012, 15:45 Uhr (MESZ)
| Boxer 1         | Ergebnis                                 | Boxer 2              |
| --------------- | ---------------------------------------- | -------------------- |
| Jegor Mechonzew | 15 - 15 Entscheidung durch Juryentscheid | Ädilbek Nijasymbetow |

## Medaillen
Yamaguchi F. Florentino gewann die erste brasilianische Medaille in dieser Gewichtsklasse.
| Platz | Name                    | Nation     |
| ----- | ----------------------- | ---------- |
| 01    | Jegor Mechonzew         | Russland   |
| 02    | Ädilbek Nijasymbetow    | Kasachstan |
| 03    | Oleksandr Hwosdyk       | Ukraine    |
| 03    | Yamaguchi F. Florentino | Brasilien  |